# Вероника имеретинская
Веро́ника имерети́нская (лат. Verónica imeréthica) — многолетнее травянистое растение, вид рода Вероника (Veronica) семейства Подорожниковые (Plantaginaceae).

## Распространение и экология
Кавказ: Грузия (Гелаты, Коджори), Дагестан (Тлярата). Эндемик.
Произрастает на сыроватых лугах, в нижней части лесного пояса, на высоте 800—1500 м над уровнем моря.

## Ботаническое описание
Растение высотой 5—10 (до 15) см, железистоопушённое. Стебли прямостоячие или приподнимающиеся, укороченные, толстоватые.
Корневище прямое или косое, простое или разветвленное.
Листья голые, толстоватые, сухие, слегка кожистые. Прикорневые листья в розетке, широкие, обратнояйцевидные или почти округлые, цельнокрайные или на верхушке городчато-зубчатые, суженные в короткий, ширококрылатый черешок; стеблевые — сильно уменьшенные, ланцетные или узко обратнояйцевидные, сидячие, немногочисленные.
Цветки собраны в длинную верхушечную кисть; прицветники ланцетные, значительно короче цветоножек или нижние из них равны им. Чашечка с широкояйцевидными, до продолговато-ланцетных, тупыми, длинно ресничатыми, с ясными жилками долями, значительно короче венчика; венчик бледно-голубой, с фиолетовыми жилками.
Коробочка округло-эллиптическая или округлая, железистоопушенная или почти голая, длиннее чашечки.

## Таксономия
Вид Вероника имеретинская входит в род Вероника (Veronica) семейства Подорожниковые (Plantaginaceae) порядка Ясноткоцветные (Lamiales).
|  |                                      |  |                                                             |                                                             |                          |  | ещё 21 семейство (согласно Системе APG II) | ещё 21 семейство (согласно Системе APG II) |                           |  |  |  | ещё от 300 до 500 видов |
|  |                                      |  |                                                             |                                                             |                          |  | ещё 21 семейство (согласно Системе APG II) | ещё 21 семейство (согласно Системе APG II) |                           |  |  |  | ещё от 300 до 500 видов |
|  |                                      |  |                                                             | порядок Ясноткоцветные                                      |                          |  |                                            |                                            | род Вероника              |  |  |  |                         |
|  |                                      |  |                                                             | порядок Ясноткоцветные                                      |                          |  |                                            |                                            | род Вероника              |  |  |  |                         |
|  | отдел Цветковые, или Покрытосеменные |  |                                                             |                                                             | семейство Подорожниковые |  |                                            |                                            | вид Вероника имеретинская |  |  |  |                         |
|  | отдел Цветковые, или Покрытосеменные |  |                                                             |                                                             | семейство Подорожниковые |  |                                            |                                            |                           |  |  |  |                         |
|  |                                      |  | ещё 44 порядка цветковых растений (согласно Системе APG II) | ещё 44 порядка цветковых растений (согласно Системе APG II) |                          |  |                                            | ещё 90 родов                               | ещё 90 родов              |  |  |  |                         |
|  |                                      |  |                                                             | ещё 44 порядка цветковых растений (согласно Системе APG II) |                          |  |                                            |                                            | ещё 90 родов              |  |  |  |                         |